# Ponocnicowate

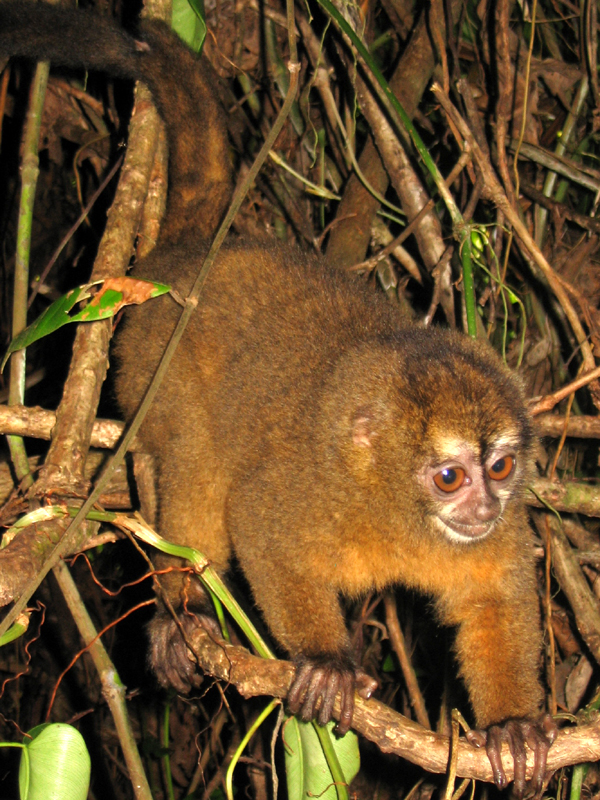
Ponocnica panamska

Ponocnicowate (Aotidae) – monotypowa rodzina małych ssaków naczelnych z infrarzędu małpokształtnych (Simiiformes), dawniej włączana do rodziny płaksowatych (Cebidae) jako podrodzina Aotinae. Początkowo zaliczano do niej tylko jeden, szeroko rozprzestrzeniony, gatunek Aotus trivirgatus (ponocnica trójpręgowa, zwana również ponocnicą lub mirikiną) z licznymi podgatunkami.

## Budowa
Są to niewielkie naczelne. Długość ciała wynosi 29–48 cm bądź 30–60 cm, ogona 22–47 cm bądź 22–50 cm; masa ciała 698–1580 g czy też 700-1600 g.
Szczególną cechą gatunków zaliczanych do ponocnic jest ich nocny tryb życia, dobrze rozwinięty wzrok oraz długi nie czepny ogon. Dobrze widzą przy słabym oświetleniu, rozróżniają kolory. Nie wykształciły w oku błony odblaskowej.

## Systematyka
Ponocnicowate należą do rzędu naczelnych. W obrębie tego rzędu wyróżnia się dwa podrzędy. Pierwszy, Strepsirrhini, czyli lemurowe, obejmuje lemurokształtne, palczakokształtne i lorisokształtne. Drugi, Haplorrhini, czyli wyższe naczelne, obejmuje 3 infrarzędy. Pierwszym są wyrakokształtne z pojedynczą rodziną wyraków o licznych cechach typowych dla lemurowych, kolejnymi małpy szerokonose i małpy wąskonose. Podczas gdy te ostatnie obejmują małpy Starego Świata, a więc koczkodanowate, gibonowate i człowiekowate, małpy szerokonose obejmują 5 rodzin małp Nowego Świata, w tym właśnie ponocnicowate, ale także pazurkowcowate, płaksowate, sakowate i czepiakowate.
Rodzaj zdefiniował w 1811 roku niemiecki zoolog Johann Karl Wilhelm Illiger w książce swojego autorstwa poświęconej wstępnej klasyfikacji systematycznej ssaków i ptaków. Gatunkiem typowym jest (oznaczenie monotypowe) ponocnica trójpręgowa (A. trivirgatus).

### Etymologia
- Aotus (Aotes): gr. αωτος aōtos ‘bezuchy’, od negatywnego przedrostka α- a-; ους ous, ωτος ōtos ‘ucho’[23].
- Nyctipithecus: gr. νυκτι- nukti- ‘nocny’, od νυξ nux, νυκτος nuktos ‘noc’; πιθηκος pithēkos ‘małpa’[24]. Gatunek typowy: Spix wymienił dwa gatunki – Nyctipithecus felinus Spix, 1823 (= Simia trivirgata Humboldt, 1811) i Nyctipithecus vociferans Spix, 1823 – nie wyznaczając gatunku typowego.
- Nocthora: łac. nocthore ‘kto widzi w nocy’[10][25]. Gatunek typowy (oznaczenie monotypowe): Simia trivirgata Humboldt, 1811.

### Podział systematyczny
Do rodziny ponocnic zaliczany jest jeden rodzaj ponocnica (Aotus). Kwestia gatunków pozostaje dyskusyjna. Początkowo uważano, że rodzaj reprezentowany jest przez tylko jeden gatunek Aotus trivirgatus. W 1983 Philip Hershkovitz wyróżnił 9 odrębnych gatunków. Badania cytogenetyczne wykazały u badanych Aotus spp. 18 różnych kariotypów o liczbie chromosomów od 46 do 58. Ustalenie relacji filogenetycznych wymaga dalszych badań. Wielu systematyków uznaje za gatunki tylko Aotus azarae i Aotus trivirgatus, pozostałe proponowane przez innych badaczy traktując jako podgatunki. Do rodzaju należą następujące występoujące współcześnie gatunki:
| Grafika | Gatunek               | Autor i rok opisu               | Nazwa zwyczajowa      | Podgatunki         | Rozmieszczenie geograficzne | Podstawowe wymiary                              | Status IUCN |
| ------- | --------------------- | ------------------------------- | --------------------- | ------------------ | --- | ----------------------------------------------- | ----------- |
|         | Aotus lemurinus       | I. Geoffroy Saint-Hilaire, 1843 | ponocnica lemurowata  | gatunek monotypowy | Kolumbia (dolina górnego biegu rzeki Cauca i zbocza wschodnich Andów) do południowego Ekwadoru; być może Serranía de Perijá w Wenezueli; zakres wysokości: 1000–3200 m n.p.m.                                                   | DC: 31–32 cm DO: 34–35 cm MC: 800–1050 g        | VU          |
|         | Aotus griseimembra    | D.G. Elliot, 1912               | ponocnica szaroręka   | gatunek monotypowy | południowa Kolumbia (dolina rzeki Magdalena i północne niziny) i północno-zachodnia Wenezuela (Sierra de Perijá i w pobliżu jeziora Maracaibo)                                                                                  | DC: około 48 cm DO: około 42 cm MC: 800–1000 g  | VU          |
|         | Aotus zonalis         | A.E. Goldman, 1914              | ponocnica panamska    | gatunek monotypowy | większość Panamy i pacyficzne niziny w północno-zachodniej Kolumbii; występowanie w południowo-wschodniej Kostaryce niepewne | DC: około 30 cm DO: około 36 cm MC: 889–916 g   | NT          |
|         | Aotus brumbacki       | Hershkovitz, 1983               | ponocnica nizinna     | gatunek monotypowy | endemit Kolumbii (wschodnia Boyacá na wschód do wzgórz Mety; zasięg słabo poznany; zakres wysokości: do 1500 m n.p.m. | brak danych                                     | VU          |
|         | Aotus trivirgatus     | (Humboldt, 1812)                | ponocnica trójpręgowa | gatunek monotypowy | południowo-środkowa Wenezuela, wschodnia Kolumbia i północna Brazylia (na północ od rzeki Negro, na wschód do rzeki Trombetas)                                                                                                  | DC: 30–38 cm DO: 33–40 cm MC: 736–818 g         | LC          |
|         | Aotus vociferans      | (Spix, 1823)                    | ponocnica hałaśliwa   | gatunek monotypowy | południowo-wschodnia Kolumbia, wschodni Ekwador, północno-wschodnie Peru i północno-zachodnia Brazylia (na zachód od rzeki Negro); zakres wysokości: 200–1550 m n.p.m.                                                          | DC: 35–45 cm DO: 31–47 cm MC: 698–708 g         | LC          |
|         | Aotus jorgehernandezi | Defler & Bueno, 2007            | ponocnica samotna     | gatunek monotypowy | endemit Kolumbii (uważa się, że występuje na zachodnich stokach i podnóżach Andów (Quindío i Risaralda) | brak danych                                     | DD          |
|         | Aotus miconax         | O. Thomas, 1927                 | ponocnica górska      | gatunek monotypowy | endemit Peru (mały obszar na południe od rzeki Marañón i na zachód od rzeki Huallaga do około 10° szerokości geograficznej południowej); zakres wysokości: 800–2790 m n.p.m.                                                    | DC: około 39 cm DO: około 22 cm MC: brak danych | EN          |
|         | Aotus nancymai        | Hershkovitz, 1983               | ponocnica peruwiańska | gatunek monotypowy | północno-wschodnie Peru (rzeka Huallaga na wschód do rzeki Javari, także na północ od rzeki Marañón między rzeką Tigre a rzeką Pastaza) i zachodnia Brazylia (na południe od rzeki Solimões); zakres wysokości: 60–130 m n.p.m. | DC: 29–34 cm DO: 35–42 cm MC: 780–794 g         | VU          |
|         | Aotus nigriceps       | Dollman, 1909                   | ponocnica czarnogłowa | gatunek monotypowy | południowo-wschodnie Peru, zachodnia Brazylia i północna Boliwia (od rzeki Huallaga na wschód do rzeki Tapajós, na północ do rzeki Amazonka, na południe do rzeki Madre de Dios i rzeki Guaporé)                                | DC: 35–42 cm DO: 35–44 cm MC: 875–1040 g        | LC          |
|         | Aotus azarae          | Humboldt, 1812                  | ponocnica brazylijska | 3 podgatunki       | Brazylia (południowo-wschodnia Amapá do Maranhão, na południe między rzekami Tapajós i rzeką Tocantins do Pantanal), południowo-wschodnie Peru, Boliwia, zachodni Paragwaj i północna Argentyna                                 | DC: 33–34 cm DO: około 31 cm MC: 990–1580 g     | LC          |

Kategorie IUCN:  LC  – gatunek najmniejszej troski,  NT  – gatunek bliski zagrożenia,  VU  – gatunek narażony,  EN  – gatunek zagrożony,  DD  – gatunki o nieokreślonym stopniu zagrożenia.
Inne źródła wymieniają jeszcze więcej gatunków, do 13, z których wszystkie były niegdyś traktowane jako podgatunki ponocnicy mirkinii.
Opisano również mioceński gatunek wymarły ze satanowiska La Venta w Kolumbii:
- Aotus dindensis Setoguchi & Rosenberger, 1987

## Rozmieszczenie geograficzne
Rodzina obejmuje gatunki szeroko rozpowszechnione w różnego typu lasach Ameryki Południowej i Środkowej. Od północy ich zasięg występowania sięga Panamy. Obejmuje dalej Kolumbię, Peru, Ekwador, Boliwię i Brazylię, na południu sięgając północy Argentyny.

## Behawior i ekologia
Ponocnicowate wiodą nocny tryb życia. Ich przodkowie byli jednak aktywni w dzień, a dopiero wtórnie przystosowali się do nocnego trybu życia. Aktywność o tej porze umożliwia im doskonały wzrok, zapewniający dobre widzenie w ciemności. Wymagają jednak światła księżyca i pozbawione go nie przemieszczają się. Jednakże ponocnica brazylijska jest aktywna także za dnia.
Zwierzęta te prowadzą monogamiczne życie. Potomstwem danej pary opiekuje się samiec. Tworzą one razem niewielkie stado, które zajmuje swoje terytorium i broni go przed intruzami w postaci sąsiedzkich stan ponocnic. Podczas żerowania w mroku członkowie grupy porozumiewają się ze sobą głośnymi okrzykami o zróżnicowanej formie. Potrafią z drugiej strony poruszać się bezszelestnie.

## Ochrona
Wszystkie ponocnicowate są objęte konwencją CITES.